# 高城郡 (江原道 1952年)
高城郡（コソンぐん/こうじょうぐん）は、朝鮮半島の中東部、朝鮮民主主義人民共和国江原道沿海部に位置する郡である。朝鮮半島を横断する軍事境界線の最東部で、韓国に同名の行政区域がある。

## 概要
金剛山を隔てて西に金剛郡、北西に通川郡が隣接する。現在の役場（郡人民委員会）所在地の「高城邑」は日本統治時代は長箭邑であった。元の高城邑の集落は「旧邑里」と呼ばれている。
郡内の外金剛・海金剛には金剛山観光地区が設定されている。
1邑23里。
- 高城邑（고성읍）
- 温井里（온정리）
- 金川里（금천리）
- 駐屯里（주둔리）
- 順鶴里（순학리）
- 月飛山里（월비산리）
- 烽下里（봉하리）
- 旧邑里（구읍리）
- 三日浦里（삼일포리）
- 長浦里（장포리）
- 解放里（해방리）
- 雲谷里（운곡리）
- 種谷里（종곡리）
- 城北里（성북리）
- 南涯里（남애리）
- 雲田里（운전리）
- 豆浦里（두포리）
- 福松里（복송리）
- 濂城里（렴성리）
- 陵洞里（릉동리）
- 新峯里（신봉리）
- 海金剛里（해금강리）
- 高峯里（고봉리）
- 草邱里（초구리）

## 歴史
この節の出典
- 1945年8月15日 - 高城郡がソ連軍管理下に置かれる。(2邑6面)
- 1947年 (8面)
  - 高城邑が高城面に降格。
  - 長箭邑が長箭面に降格。
- 1952年12月 - 郡面里統廃合により、高城郡長箭面・外金剛面・西面および高城面・水洞面の各一部、通川郡臨南面をもって、高城郡を設置。高城郡に以下の邑・里が成立。(1邑25里)
  - 高城邑・長箭里・種谷里・烽火里・解放里・長浦里・三日浦里・駐屯里・金川里・順学里・月飛山里・遊撃里・旧邑里・海金剛里・濂城里・雲田里・陵洞里・豆浦里・福松里・新峯里・注験里・高峯里・草邱里・城北里・雲谷里・南涯里
- 1953年7月 - 停戦協定の発効により、軍事境界線の民間人統制区域に指定された韓国側の高城郡水洞面の一部を編入。編入された部分は以下の里に当たる。(1邑38里)
  - 新垈里・徳山里・外沔里・仏堂里・沙飛里・遠田里・姑味城里・院垈里・沙泉里・新炭里・下炭里・内沔里・黒淵里（下線部は一部）
- 1953年12月 (1邑25里)
  - 高城邑（旧）が温井里に降格。
  - 長箭里および注験里の一部をもって高城邑（新）に改称・昇格。
  - 金川里の一部が駐屯里に編入。
  - 徳山里が月飛山里に編入。
  - 黒淵里・下炭里・姑味城里・院垈里・沙飛里・遠田里・新垈里・内沔里・新炭里・沙泉里・外沔里・仏堂里および月飛山里の一部が遊撃里に編入。
- 1961年3月 - 遊撃里が月飛山里に編入。(1邑24里)
- 1967年10月 - 注験里が高城邑に編入。(1邑23里)

## 交通
- 金剛山青年線
  - 濂城駅 - 豆浦駅 - 南涯駅 - 高城駅 - 金剛山青年駅 - 三日浦駅 - 鑑湖駅